# Büblikon

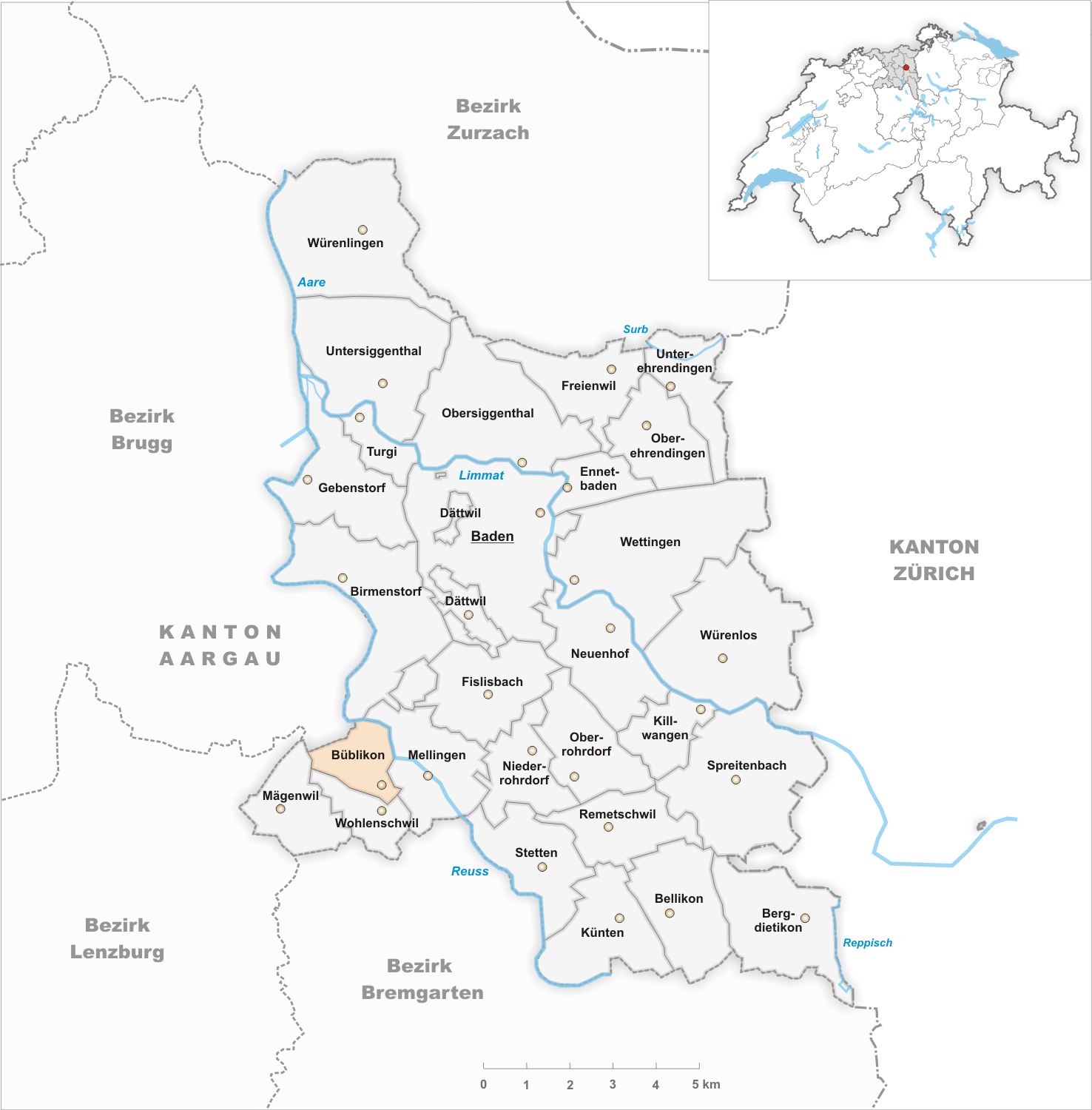
Gemeindestand vor der Fusion am 1. Januar 1906

Büblikon ist eine Ortschaft der Gemeinde Wohlenschwil des Bezirks Baden des Kantons Aargau in der Schweiz. Am 1. Januar 1906 wurden Büblikon und Wohlenschwil zur Gemeinde Wohlenschwil fusioniert.

## Geschichte
Büblikon liegt am Fuss der Endmoräne des Reussgletschers bei Mellingen. 924 wurde es erstmals als Buoblinchon erwähnt. Es gab eine römische Brücke oder Schifflände auf Pfählen aus der 1. Hälfte des 1. Jahrhunderts an der Reuss sowie alemannische Gräber aus dem 7. Jahrhundert. Durch Kauf verschiedener Rechte wurde das Kloster Königsfelden 1348 Gerichtsherr und einflussreichster Grundherr. Das Amt Büblikon umfasste die in der Pfarrei Wohlenschwil zusammengefassten Ortschaften Büblikon, Wohlenschwil, Mägenwil und den Hof Eckwil und gehörte 1415–1798 zur gemeinen Herrschaft Freie Ämter. Als Rechtsnachfolger von Königsfelden nahm nach der Reformation der reformierte Berner Landvogt (Hofmeister) die grundherrlichen und niedergerichtlichen Aufgaben im katholischen Amt Büblikon wahr (bis 1798).

## Bevölkerung
| Jahr      | 1799 | 1900 |
| Einwohner | 157  | 278  |